# Anthostomella formosa
Anthostomella formosa är en svampart som beskrevs av Kirschst. 1923. Anthostomella formosa ingår i släktet Anthostomella och familjen kolkärnsvampar.  Arten är reproducerande i Sverige.Utöver nominatformen finns också underarten taxi.